# Georges Guibert
Pour les articles homonymes, voir Guibert.
Georges Guibert (Paris, 5 septembre 1915 - Paris, 30 septembre 1997) est un évêque catholique français, évêque de La Réunion de 1960 à 1975.
Le 15 décembre 1949, le pape Pie XII le nomme évêque auxiliaire de Dakar (Sénégal). Marcel Lefebvre, également spiritain et archevêque de Dakar, lui confère la consécration épiscopale le 19 février 1950.
Jean XXIII le nomme le 7 novembre 1960 évêque de Saint-Denis de la Réunion. Il succède à ce poste à deux autres évêques spiritains : Georges-Marie Bonnin de La Bonninière de Beaumont (1918-1934) et François Cléret de Langavant (1935-1960). 
Il dénonce pendant ses fonctions la fraude électorale en cours dans l'île.
En 1975, le jour de l'anniversaire de ses vingt-cinq ans d'épiscopat, il démissionne en affirmant vouloir « laisser la place à un jeune ». L'année suivante, Paul VI nomme Gilbert Aubry pour le remplacer. Celui-ci est alors le moins âgé des évêques de France.